# Passeport interne

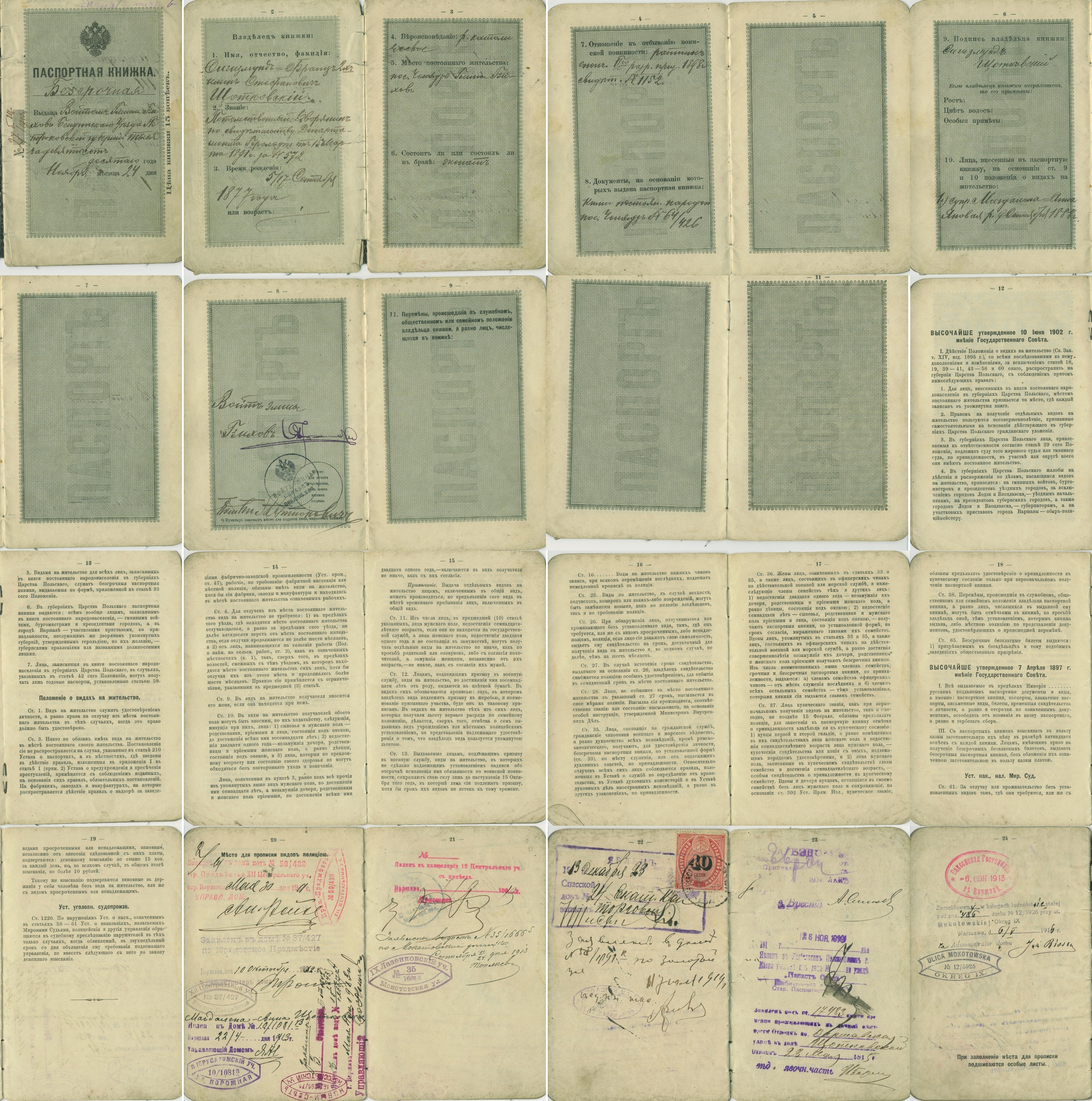
Des passeports internes de l'empire russe en 1910.

Un passeport interne est un document personnel servant à voyager à l'intérieur d'un même pays ou un ensemble de mesures administratives qui limite de manière importante les déplacements internes entre deux ou plusieurs régions d'un pays.
En tant que mesure de politique publique, les passeports internes sont en grande partie discrédités de nos jours car ils sont associés à des mesures de discrimination raciale et au régime de l'apartheid en particulier. Toutefois, dans certains cas exceptionnels, des motifs légitimes pour avoir des passeports internes peuvent exister, comme la nécessité de contrôler les mouvements de populations lors d'une pandémie.

## Afrique du Sud
En Afrique du Sud, les passeports intérieurs, sous forme de livrets de circulation (laissez-passer), de livrets d'identification et de travail (reference book), ont été utilisés dans le cadre de lois ségrégationnistes puis d'apartheid afin de contrôler l'urbanisation et le travail migrant des populations de couleurs. Avant l'introduction des lois d'apartheid en 1950, cette législation s'appliquait principalement aux hommes noirs avant d'être étendue à toutes les personnes noires âgées de plus de 16 ans. Ces lois, comme notamment celles de 1952 sur les laissez-passer et les flux de migrants, ont été dans leur ensemble abolies en 1986.

## Canada
Entre 1885 et 1951, les peuples autochtones des provinces de l'Ouest du Canada sont assujettis à un « système des passes » (anglais : pass system). Selon l'historien Guillaume Teasdale, « les Amérindiens des
Plaines devaient maintenant, en théorie, demander la permission à l'agent gouvernemental affecté à leur réserve et obtenir son autorisation pour circuler d'une réserve à l'autre. Il est à noter que cette mesure ne fut jamais inscrite dans la Loi sur les Indiens, c'est pourquoi nous ne pouvons parler d'amendement, de loi, ni même d'un texte avec une valeur juridique quelconque ».
Au plus fort de la pandémie de COVID-19, il était interdit de voyager d'une province canadienne à une autre à moins de pouvoir démontrer des motifs humanitaires. Dans la trame factuelle de la pandémie, ces mesures de type passeport interne précèdent la découverte de vaccins et sont distinctes des règles de passeport vaccinal adoptées à l'intérieur d'une même province à la suite de la découverte de vaccins (lesquelles empêchaient aux non-vaccinés d'aller dans des restaurants et dans les transports en commun d'une même province). Les provinces de l'Atlantique ont notamment adopté une « Bulle de déplacement des provinces de l'Atlantique » pour empêcher la majorité des automobilistes provenant du Québec d'entrer dans les provinces maritimes. En même temps, l'Ontario ferme ses frontières avec le Québec et le Manitoba
. Selon l'Institut national de santé publique du Québec, à l'intérieur même du Québec, des limites et des interdictions de déplacement entre régions québécoises ont été adoptées à compter du 27 mars 2020.

## Chine
En Chine, le système du Huji/hukou est un système de passeport interne obligatoire pour changer de province, encore en vigueur légalement. Au regard de ce système, des millions de travailleurs migrants, originaires des campagnes, vivent dans les grandes villes comme Shanghaï, dans une illégalité généralement tolérée.

## Corée du Sud
Cette pratique a été abolie en 2008.

## France
Les anciens forçats, même après avoir purgé leur peine, avaient un passeport jaune, qui faisait d'eux des parias. Un porteur célèbre du passeport jaune est l'ancien bagnard Jean Valjean le héros du roman de Victor Hugo. 

### Livret et carnet de circulation des gens du voyage
En France, le « livret de circulation » et sa variante le « carnet de circulation » étaient des obligations particulièrement contraignantes et discriminatoires imposées aux gens du voyage. Fin 2012, à l'occasion d'une question prioritaire de constitutionnalité, le Conseil constitutionnel a mis fin au carnet de circulation, estimant qu'il portait atteinte disproportionnée à la liberté d'aller et venir. Cependant, le livret de circulation et ses obligations sont toujours en vigueur.

## Dans l'ex-Union soviétique
Des années 1930 à la dislocation de l'Union soviétique, les passeports internes (propiski) furent utilisés comme des cartes d'identité. Après la dislocation de l’URSS, la Russie a émis en remplacement le passeport de citoyen russe entre 1993 et 2015, date à partir de laquelle il est progressivement remplacé par une carte d'identité électronique.